# Петрушевский, Сергей Николаевич
Сергей Николаевич Петрушевский (д. Ворняны, Островецкий район, Белорусская ССР, СССР). В прошлом — белорусский футболист, полузащитник, тренер. Является рекордсменом белорусского клуба «Лида» по количеству матчей — 452 встречи в чемпионатах Белоруссии.

## Биография
Родился 7 октября 1970 года в деревне Варняны, на Гродненщине. Первый тренер — Иван Прохорович Прохоров. После окончания школы поступил в техникум физического воспитания в Гродно. После окончания техникума Прохоров пригласил Петрушевского в команду «Обувщик», которая на то время была одна из сильнейших в Белоруссии. В этом же году команда стала чемпионом БССР. Служил в армии в Узбекистане, стал чемпионом округа по легкой атлетике. В 1992—2007 году выступал в составе «Обувщика»/«Лиды» в чемпионате суверенной Беларуси.
С 2012 по 2019 года главный тренер светлогорского «Химика». 29 января 2021 года Петрушевский возглавил «Лиду».

## Мини-футбол
В 2010 году под руководством Петрушевского команда, скомплектованная из игроков ФК «Лида» и «Лидсельмаш» (главный тренер Богдевич Андрей) заняла 1 место в первенстве Гродненской области по мини-футболу.
Также в 2010 году Петрушевский был признан лучшим тренером чемпионата Гродненской области по мини-футболу.